# Ernesto McCausland
Ernesto McCausland Sojo (Barranquilla, 4 de enero de 1961-Barranquilla, 21 de noviembre de 2012) fue un periodista, escritor y cineasta colombiano. 
Desde el 13 de enero de 2010 hasta su muerte se desempeñó como editor del diario El Heraldo de Barranquilla.

## Biografía
Hijo del exalcalde de Barranquilla Ernesto McCausland Osio y Nancy Sojo. Viajó a los Estados Unidos a terminar el colegio y a jugar baloncesto. Se inició en el periodismo como reportero de noticias judiciales en el diario El Heraldo. Luego incursionó en el género de la crónica, destacándose en la prensa escrita, radio y televisión. Ganó múltiples premios nacionales de periodismo. 
Desde 1998 estuvo al frente de su propia productora, La Esquina del Cine, y fue periodista del Canal Caracol y de Telecaribe.

## Trayectoria
Se inició en 1982 como reportero de noticias judiciales y redactor de planta del periódico El Heraldo de Barranquilla. Paralelamente realizaba en el canal regional de televisión Telecaribe un programa de crónicas llamado Mundo Costeño, en el que resaltaba las costumbres y tradiciones de la Costa Caribe colombiana. A mediados de los años 90 presentó el noticiero QAP en la televisión nacional. Entre 2007 y 2011 presentó el programa A las 11 por Telecaribe. Desde 2008 hizo parte del programa «El Radar» del Canal Caracol. McCausland fue varias veces presentador del Festival de la Leyenda Vallenata. Fue, además, colaborador de las revistas «SoHo» de Colombia e «Interviú» de España y columnista del periódico El Heraldo. Al momento de su muerte se desempeñaba como editor general de El Heraldo.

## Premios
McCausland ganó dieciséis premios nacionales de periodismo, entre ellos cinco veces el Premio Nacional de Periodismo Simón Bolívar y la India Catalina a la Vida y Obra en el Festival Internacional de Cine de Cartagena.
- Simón Bolívar, “Urrá, los costos del retraso” - El Heraldo 1983.
- Simón Bolívar, “De la calle a la gloria” - Mundo costeño, Telecaribe, 1987.
- India Catalina, mejor programa Telecaribe - Mundo costeño, 1988.
- Postobón, “Didí en Medellín” - Mundo costeño, 1989.
- Gama, mejor programa Telecaribe - Mundo costeño, 1989.
- CPB, “Dos vidas, un mineral” - Mundo costeño, 1991.
- Simón Bolívar, “La promesa del campeón” - Mundo costeño, 1993.
- Simón Bolívar, “Efraín Camargo” - QAP Noticias, 1996.
- Mincultura, película “Siniestro”, Colombia, 2000-2001.
- India Catalina TV, Toda una vida. 2004.

## Libros publicados
McCausland publicó dos novelas: 
- Febrero escarlata (Planeta, 2004).
- El alma del acordeón (Intermedio, 2006).

Algunos de sus mejores trabajos en el género de la crónica periodística están incluidos en el libro Las Crónicas de McCausland (Espasa, 1996). Sus trabajos forman parte también de las obras Antología de grandes reportajes colombianos (Alfaguara) y Antología de grandes crónicas colombianas (Alfaguara), de Daniel Samper Pizano.

## Películas
Ernesto McCausland realizó tres largometrajes de cine:
- El último carnaval (1998).
- Siniestro (2000), premio Mincultura a la mejor película colombiana de 2000.
- Champeta Paradise.

También, 14 cortometrajes y múltiples documentales.

## Muerte
Ernesto McCausland falleció en su casa de Barranquilla luego de una dura batalla contra el cáncer de páncreas en la madrugada del 21 de noviembre de 2012.